# Yatsushiro
Yatsushiro (Japans: 八代市, Yatsushiro-shi) een Japanse stad in de prefectuur Kumamoto. In 2014 telde de stad 128.701 inwoners.

## Geboren
- Aki Yashiro, zanger
- Eri Ishida, actrice
- Junichi Kashiwabara, honkbalspeler
- Kaiseki Sata, monnik
- Kazumi Sonokawa, honkbalspeler
- Kimiko Jinnai, badmintonspeler
- Kosuke Noda, honkbalspeler
- Matsui Okinaga, samurai
- Nobuhiko Matsunaka, honkbalspeler
- Nobuyuki Hirai, weerpman
- Shoko Asahara, oprichter van Aum Shinrikyo
- Yujiro Fukushima, componist
- Eiji Ezaki, voormalig profossioneel worstelaar, meest bekend onder de naam Hayabusa